# Westmarch
Das Westmarch war ein Fußballstadion im schottischen Paisley, Grafschaft Renfrewshire, etwa 10 Kilometer westlich von Glasgow gelegen. Es war die Heimatstätte des FC St. Mirren zwischen 1883 und 1894, als dieser in der Scottish Football League spielte.

## Geschichte
Der im Jahr 1877 gegründete FC St. Mirren zog im Jahr 1883 von ihrem Thistle Park nach Westmarch. Im Thistle Park hatten die „Saints“ zwischen 1879 und 1883 gespielt. Zuvor waren Shortroods (1876 bis 1877) und Abingdon Park (1878 bis 1879) Spielstätten des Vereins gewesen.
Das neue Gelände hatte eine Tribüne auf der westlichen Seite. Etwas entfernt vom Spielfeld, war es von einer Renn- und Radstrecke umgeben.
Das erste Spiel im neuen Stadion wurde am 25. August 1883 gegen den FC Queen’s Park ausgetragen, das die Saints mit 2:1 gewannen.
St. Mirren war Gründungsmitglied der Scottish Football League, und das erste Ligaspiel wurde am 20. September 1890 im Westmarch gegen den FC Abercorn ausgetragen. Das Spiel endete mit einem 4:2-Sieg. Einen Besucherrekord gab es am 22. Oktober 1892 als 8000 Zuschauer eine 1:3-Niederlage gegen Celtic Glasgow sahen. Das letzte Ligaspiel wurde am 17. Februar 1894 in Westmarch ausgetragen als St. Mirren den FC Dundee mit 10:3 besiegte.
Im Jahr 1894 beschloss der Verein, das Stadion zu verlassen, nachdem der Besitzer die Miete verdoppelt hatte. Ein Versuch, das ehemalige Shortroods-Grundstück zu kaufen wurde aufgegeben. Ein neuer Standort wurde an der Love Street gefunden. Die Love Street blieb bis 2009 Heimspielstätte der „Saints“, ehe der Verein in den St. Mirren Park zog.
Das Gelände des Westmarch wurde anschließend als Trabrennbahn genutzt, bevor es von der Caledonian Railway gekauft wurde, um eine Linie zwischen Paisley St James und Barrhead zu bauen. Die neue Linie wurde am 1. Oktober 1902 eröffnet.